# Гроте-Нете
Гро́те-Не́те (Гранд-Нет, Гроте-Нет, Большо́й Нет, Большая Нете; нидерл. Grote Nete, фр. Grande Nèthe) — низинная река на севере Бельгии. Левая составляющая Нете. Течёт на запад по территории провинций Лимбург и Антверпен в восточной части Фландрии.
Длина реки составляет 66 км. Площадь водосборного бассейна — 730 км².
Начинается на территории коммуны Хехтел-Эксел. В среднем течении пересекается с Альберт-каналом. Сливаясь с Клейне-Нете в городе Лир, образует реку Нете.